# Пешаварське ханство
Пешаварське ханство — феодальна держава, що існувала на території Афганістану в XVIII—XIX століттях.
Столиця — Пешавар (1818—1834).

## Правителі
- Яр Мухаммед-хан, син Паїнда-хана (1818—1823, 1823—1826 в Кабулі, 1826—1834).
- Пир Мухаммед-хан, брат (1818—1828).
- Сеїд Мухаммед-хан, брат (1818—1834).
- Султан Мухаммед-хан, брат (1818—1834).
- 1834—1849 — сикхське завоювання.
- 1849—1947 — англійське завоювання, включено до складу Британської Індії.
- 1947 приєднано до Пакистану.